# Gtitschawank
Gtitschawank (armenisch Գտիչավանք) ist ein armenisches Kloster in der Provinz Hadrut der unabhängigen Republik Bergkarabach. Es liegt etwas abgelegen in einer stark bewaldeten Gebirgslandschaft, westlich des Dorfes Togh.
Das Kloster wurde Mitte des 13. Jahrhunderts gegründet. Die Kirche des Klosters besitzt einen kreuzförmigen Grundriss und ist stilistisch ähnlich zu den zeitnah errichteten armenischen Kirchen der Klöster Dadiwank und Gandsassar. Im Jahr 2007 wurde das Kloster renoviert.